# Кастельсарразен (округ)
Кастельсарразен (фр. Castelsarrasin) — округ (фр. Arrondissement) во Франции, один из округов в регионе Юг — Пиренеи. Департамент округа — Тарн и Гаронна. Супрефектура — Кастельсарразен.
Население округа на 2006 год составляло 72 718 человек. Плотность населения составляет 45 чел./км². Площадь округа составляет всего 1602 км².